# ビッグママ (韓国の音楽グループ)
ビッグママ（英: Big mama、朝: 빅마마）は、大韓民国の4人組女性ボーカルグループ。。2003年デビュー。2012年解散。デビュー当時の所属事務所は、YGエンターテインメント。

## 概要
- 歌唱力よりも、美貌を持つ歌手たちが人気を集める当時の歌謡界に正面から挑戦するために、外見より歌唱力を優先して、4人の女性ボーカリストたちでグループを結成し、実力派ミュージシャンの地位を得た。
- デビュー当初、外見の美しい女性たちをステージに上げ、その後ろでビッグママのメンバーが声を当てているPVが話題になった。
- 結成当初はヤングン企画に所属していたが、2007年、満月党（만월당）に移籍した[1]。
- 一時期、日本でも活動していた事があった。

## メンバー
- シン・ヨナ（신연아, 申然雅）
- イ・ジヨン（이지영）
- イ・ヨンヒョン（이영현）
- パク・ミネ（박민혜）

## ディスコグラフィー
1. 《Like a Bible》 (2003年2月) - 第1集。
2. 《It's unique》 (2005年5月) - 第2集。
3. 《Gift》 (2005年11月) - キャロルアルバム。
4. 《For The People》 (2006年10月) - 第3集。
5. 《For The Christmas》 (2006年11月) - キャロルアルバム。
6. 《Blossom》 (2007年10月) - 第4集。
7. 《5》 (2010年3月) - 第5集。

## 受賞歴
- 2003年 新人賞（SBS、MBC、Mnet、KMtv、ソウル歌謡大賞)、第18回ゴールデンディスク新人賞, ミュージックビデオ作品賞.
- 2004年 韓国大衆音楽賞 年間歌手賞
- 2006年 第18回韓国放送プロデューサー賞　歌手賞

## 出演
- 最高!ブギウギナイト(テレビ東京系列)

## 外部サイト
- 公式サイト